# Gmina Gradec
Gmina Gradec (chorw. Općina Gradec) – gmina w Chorwacji, w żupanii zagrzebskiej. W 2011 roku liczyła  3681 mieszkańców.